# Красная Поляна (Донецкая область)
Кра́сная Поля́на (укр. Красна Поляна) — село в Великоновосёлковском районе Донецкой области Украины.

## География
Село находится в южной части района, расположено на левом берегу реки Мокрые Ялы (бассейн Днепра). До районного центра — 35 км, до железнодорожной станции Зачатьевка — 15 км.

## История
Село основано в 1787 году переселенцами из Крыма. До 1945 года носило название Новая Каракуба.
В состав с. Красная Поляна вошло также немецкое поселение (колония) Елизабетдорф (Елизаветовка, Елизабетталь, Елизаветполь, Блюменталь). Поселение основано 35 семьями из Бадена, Гессен-Дармштадта, Эльзаса в 1825 году. Находилось на левом берегу р. Мокрые Ялы, в 70 км к сев.-зап. от Мариуполя. В настоящее время носит название Красная Поляна.
В 1945 г. Указом Президиума ВС УССР село Новая Каракуба переименовано в Красную Поляну.

## Население
Население по переписи 2001 года составляет 4 606 человек.

## Известные уроженцы
- Фонотов, Михаил Саввич — известный журналист, писатель и краевед Южного Урала.
- Чех, Максим Сергеевич — украинский футболист, чемпион мира 2019 года среди игроков не старше 20 лет.

## Местный совет
Административный центр Краснополянского сельского совета.
Адрес местного совета: 85571, Донецкая область, Великоновосёлковский район, с. Красная Поляна, ул. Ленина, 60.